# Chính sách di cư của Ba Lan
Chính sách di cư của Ba Lan - chính sách được hiểu là chiến lược kiểm soát quá trình di cư nhằm đạt được các mục tiêu và lợi ích được đặt ra của nhà nước Ba Lan. Chính sách bao gồm cả việc kiểm soát quá trình nhập cư và di cư, cũng như di cư nội địa.

## Giai đoạn 1945-1989
Ngay sau khi kết thúc Chiến tranh thế giới thứ hai, Ba Lan đã nỗ lực thống nhất hơn nữa cấu trúc dân cư quốc gia (giảm rủi ro có thể phát sinh do vấn đề dân tộc) và cung cấp lực lượng lao động phù hợp làm nền tảng cho sự phát triển của các thành phố. Các chính sách đã thực hiện như sau:
- Sự dịch chuyển cư dân Đức (trục xuất người có quốc tịch Đức) từ Ba Lan
- Người dân Ba Lan từ các khu vực Liên Xô tái định cư về lãnh thổ Ba Lan, sinh sống trên các vùng Lãnh thổ được chiếm lại (nhằm giải quyết các vùng đất bị bỏ hoang)
- Tái định cư người gốc Ukraina: Những người Ukraina sống ở Ba Lan di cư sang Liên Xô
- Tái định cư và phân phối người gốc Ukraine còn lại ở Ba Lan trên Lãnh thổ được chiếm lại - hành động "Wisła" (sự dịch chuyển hàng loạt dân thường từ các khu vực phía đông nam Ba Lan, chủ yếu đến các vùng đất phía Tây)
- Hỗ trợ di cư dân cư nông thôn đến các thành phố

Chính phủ Cộng hòa Nhân dân Ba Lan đã tìm cách hạn chế sự di cư. Điều này chủ yếu là do sự nhạy cảm về nguy cơ thiết lập liên lạc với các nước phương Tây, sự ràng buộc của chính quyền về vấn đề di cư với các vấn đề chính trị và chính sách hộ chiếu tự do.
Các hoạt động quan trọng của chính sách di cư:
- Ủng hộ sự di cư của những người gốc Do Thái từ Ba Lan (chiến dịch chống Do Thái sau các cuộc khủng hoảng chính trị vào tháng 3/1968)
- Hỗ trợ di cư chính trị ("hộ chiếu một chiều" cho những người tranh giành chính quyền cộng sản rời khỏi Ba Lan)
- Ngăn chặn sự thoát ly của công dân Cộng hòa Nhân dân Ba Lan sang phương Tây (di cư chủ yếu vì lý do kinh tế, di cư sang Hoa Kỳ).

Chính sách di cư trong giai đoạn 1945-1989 tập trung vào việc duy trì quyền lực của Đảng Công nhân Thống nhất Ba Lan (và các tiền thân của nó) thông qua quy định có hệ thống của cấu trúc dân cư quốc gia và sự di cư của công dân khỏi đất nước.

## Giai đoạn sau năm 1989

### Vấn đề di cư chính sau năm 1989
- Sự gia tăng di cư kinh tế do tình hình kinh tế khó khăn trong những năm 90
- Dòng người nhập cư từ phương Đông - vấn đề hội nhập (văn hóa, kinh tế), vấn đề pháp lý (làm việc trong vùng xám- vi phạm pháp luật); Ba Lan là một quốc gia quá cảnh
- Dòng người nhập cư tìm kiếm tị nạn chính trị (chủ yếu từ Cộng hòa Chechnya)
- Di cư kinh tế hàng loạt sau khi Ba Lan gia nhập Liên minh châu Âu với chính sách mở cửa thị trường lao động của một số nước; sự rời đi của các chuyên gia và lực lượng lao động có trình độ trong nhiều ngành, ví dụ như xây dựng; sự di cư của sinh viên tốt nghiệp đại học
- Sự giảm quyền kiểm soát các quá trình di chuyển của chính phủ Ba Lan đối với người dân, sau khi nước này ký kết hiệp ước đi lại tự do với một số nước châu Âu và gia nhập khối Schengen.
- Vấn đề hồi hương
- Các vấn đề pháp lý liên quan đến hôn nhân và ly hôn giữa các công dân của các quốc gia khác nhau
- Suy giảm có hệ thống các khu vực kém phát triển của đất nước

### Các mục tiêu quan trọng nhất của chính sách di cư của Ba Lan
- Tạo ra một hệ thống pháp lý rõ ràng cho người nước ngoài ở Ba Lan, bao gồm cấp quyền công dân hoặc người tị nạn. Tự do hóa các quy tắc định cư nước ngoài
- Giải quyết vấn đề người nước ngoài làm việc trong nền kinh tế bóng tối (buôn lậu, phạm pháp), tự do hóa thị trường lao động
- Cung cấp hỗ trợ xã hội cho người nhập cư; đảm bảo đủ điều kiện cho người bị giam giữ ở lại bất hợp pháp tại Ba Lan, cho những người nộp đơn xin tị nạn; đồng thời hỗ trợ các gia đình nhập cư ở Ba Lan sớm độc lập về tài chính, khiến họ không phải sống dựa vào trợ giúp xã hội, và về lâu dài để hạn chế gánh nặng cho chính phủ.
- Phát triển một phương pháp hội nhập hiệu quả, đặc biệt là cung cấp cơ hội giáo dục và phát triển cho các gia đình nhập cư
- Ngăn chặn "chảy máu chất xám" đối với các chuyên gia trong nước; cuối cùng lấp đầy khoảng trống trên thị trường lao động bởi các chuyên gia nước ngoài
- Đảm bảo biên giới phía đông của khu vực Schengen.
- Tạo khung pháp lý hiệu quả để đón người hồi hương về nước, bao gồm Ba Lan từ Kazakhstan
- Tạo ra các giải pháp pháp lý về hôn nhân cho các cặp đôi khác quốc tịch
- Hỗ trợ phát triển kinh tế đối với các vùng kém phát triển của đất nước, bao gồm Chương trình hoạt động phát triển của Đông Ba Lan (quỹ châu Âu)
- Phục hồi thương mại xuyên biên giới với các nước trong khối Schengen

Trong những năm gần đây, có một xu hướng đáng chú ý trong việc châu Âu hóa chính sách di cư, đó là hợp tác di dân giữa các nước Liên minh châu Âu.

### Các tổ chức quan trọng nhất chịu trách nhiệm thực hiện chính sách di cư của Ba Lan
- Bộ Nội vụ
- Văn phòng cho người nước ngoài
- Bộ ngoại giao
- Bộ Lao động và Chính sách xã hội
- Bộ giáo dục quốc dân
- Bộ tài chính
- Bộ đội biên phòng